# Bath (Carolina del Nord)
Bath és una població dels Estats Units a l'estat de Carolina del Nord. Segons el cens del 2008 tenia 268 habitants.

## Demografia
Segons el cens del 2000, Bath tenia 275 habitants, 122 habitatges i 86 famílies. La densitat de població era de 294,9 habitants per km².
Dels 122 habitatges en un 21,3% hi vivien nens de menys de 18 anys, en un 62,3% hi vivien parelles casades, en un 5,7% dones solteres, i en un 29,5% no eren unitats familiars. En el 27% dels habitatges hi vivien persones soles el 18,9% de les quals corresponia a persones de 65 anys o més que vivien soles. El nombre mitjà de persones vivint en cada habitatge era de 2,25 i el nombre mitjà de persones que vivien en cada família era de 2,73.
Per edats la població es repartia de la següent manera: un 19,6% tenia menys de 18 anys, un 3,3% entre 18 i 24, un 21,1% entre 25 i 44, un 32% de 45 a 60 i un 24% 65 anys o més.
L'edat mediana era de 49 anys. Per cada 100 dones de 18 o més anys hi havia 88,9 homes.
La renda mediana per habitatge era de 50.625 $ i la renda mediana per família de 58.125 $. Els homes tenien una renda mediana de 45.625 $ mentre que les dones 23.958 $. La renda per capita de la població era de 23.029 $. Entorn del 8% de les famílies i el 8,2% de la població estaven per davall del llindar de pobresa.

## Poblacions més properes
El següent diagrama mostra les poblacions més properes.